# Jean-Louis Harel
Jean-Louis Harel, född den 9 september 1965 i Lillebonne, Frankrike, är en fransk tävlingscyklist som tog OS-brons i lagtempoloppet vid olympiska sommarspelen 1992 i Barcelona.